# Miguel I da Valáquia
Miguel I, em romeno, Mihail I (antes de 1408 - 15 de Agosto de 1420) foi um Príncipe da Valáquia, a partir de 1418.

## Biografia
Miguel era filho primogénito de Mircea I e da sua esposa Maria Tolmay, sendo portanto membro da Casa de Bassarabe, que governava o Principado da Valáquia. Ele governou com o pai a partir de 1408 como co-príncipe. O início do governo de Miguel é incerto, pois, com exceção de alguns documentos datados incorretamente, entre 1387 e 1397 nas cartas o nome de Miguel não é mencionado, o que acontece a partir de 1408.
Em 1418, com a morte do pai, ele ascende a Príncipe da Valáquia. Em termos políticos, continua o trabalho do pai, mantendo proximidade com os Estados cristãos nomeadamente o Reino da Hungria e o Principado da Moldávia. 
Talvez estas boas relações com os seus vizinhos cristãos tenham sido a causa da indignação por parte dos turcos. Em 1419 organizou duas campanhas contra o Império Otomano, uma na primavera, a segunda, no mês de Agosto. A luta recomeçou no outono, em Severin, onde, a 28 de Outubro, se encontra também o rei Sigismundo da Hungria, que dá uma carta, como suserano, e Tismana Vodiţa fortalecimento de suas posses. Durante esta nova luta, os húngaros ocuparam a fortaleza de Severin.
A luta continuou em 1420, quando houve uma grande expedição turca, em que foram atacadas a Moldávia, a Valáquia e a Transilvânia. Nestas circunstâncias trágicas, o exército valaquiano foi derrotado no campo de batalha. Para além de ter perdido a batalha, a Valáquia perdeu também o seu príncipe, que pereceu com os seus dois filhos, a 15 de Agosto.
As consequências desta campanha militar otomana foram desastrosas: são conquistadas partes de Lugoj e de Banato; o exército otomano entra na Transilvânia; Cetatea Albă foi sitiada pelo exército de Alexandre I da Moldávia, que conseguiu repelir os atacantes; Braşov é conquistada e saqueada, e fica em cativeiro dos turcos. 
Miguel foi respeitado pelos seus aliados pela proteção que promoveu a Norte e a Sul do Rio Danúbio. 

## Casamento e descendência
Miguel teve, de uma esposa desconhecida, a seguinte descendência:
- Radu (?-15 de Agosto de 1420), pereceu com o pai;
- Miguel (?-15 de Agosto de 1420), pereceu com o pai;